# 1960 no Brasil
Esta é uma cronologia dos fatos ocorreram de ano 1960 no Brasil.

## Incumbentes
- Presidente do Brasil -  Juscelino Kubitschek (31 de janeiro de 1956 - 31 de janeiro de 1961)

## Eventos
- 1 de janeiro: O jornal brasileiro Folha de S.Paulo é lançado em substituição à Folha da Manhã.
- 25 de fevereiro: Um DC-3 da Real Transportes Aéreos choca-se com um DC-6 da Marinha dos Estados Unidos sobre o Rio de Janeiro e cai na Baía de Guanabara, matando 66 pessoas a bordo.[1]
- 21 de abril: Presidente Juscelino Kubitschek declara a inauguração de Brasília, a nova capital brasileira, no novo Distrito Federal, que substitui o Rio de Janeiro como capital, o qual fica compreendido no novo estado da Guanabara.[2]
- 14 de junho: Um assalto ao trem pagador da Estrada de Ferro Central do Brasil acontece em Japeri, no estado do Rio de Janeiro.[3][4]
- 19 de novembro: Éder Jofre torna-se o campeão mundial dos pesos-galo da Associação Mundial de Boxe (AMB) ao vencer o campeão mexicano Eloy Sanchez, em Los Angeles, Estados Unidos.[5]

## Nascimentos
- 3 de janeiro: Washington César Santos, futebolista (m. 2014).
- 6 de janeiro: Ademir Roque Kaefer, ex-futebolista.
- 20 de janeiro: 
  - Edmar, ex-futebolista.
  - Ricardo Drubscky, treinador de futebol.
- 21 de março: Ayrton Senna, piloto de Fórmula 1 (m. 1994).
- 31 de agosto: Lígia Cortez, atriz.
- 25 de novembro: Caio de Andrade, dramaturgo e diretor.

## Mortes
- 27 de janeiro: Osvaldo Aranha, diplomata (n. 16 de fevereiro de 1894).[6]